# Prag (Hutthurm)
Prag ist ein Gemeindeteil des Marktes Hutthurm im niederbayerischen Landkreis Passau. Bis zum 31. Dezember 1971 bildete es eine selbstständige Gemeinde.

## Lage
Das Kirchdorf Prag liegt im Abteiland etwa drei Kilometer nördlich von Hutthurm.

## Geschichte
Prag bildete eine Obmannschaft und gehörte zum Amt Hutthurm des Landgerichtes Leoprechting im Hochstift Passau. 1787 bestand es aus elf Anwesen.
Die Gemeinde Prag ging 1818 aus dem gleichnamigen Steuerdistrikt hervor. Die Gemeindeteile waren Eschberg, Gaisbach, Großthannensteig, Grubhof, Guttenhofen, Hartmannsbrand, Hochgstaudert, Köpplhof, Köpplmühl, Kremplsberg, Neuhausmühle, Niederpretz, Oberpretz, Prag, Salzgattern, Tragenreuth, Vendelsberg, Voglöd und Wimperstadl. Die Gemeinde blieb unverändert, bis sie im Zuge der Gebietsreform in Bayern zum 1. Januar 1972 in den Markt Hutthurm eingegliedert wurde.

## Sehenswürdigkeiten
- Schulkirche St. Johannes Vianney. Sie wurde 1959 erbaut.

## Bildung und Erziehung
- Schule Prag der Mittelschule Hutthurm-Büchlberg
- Kindergarten Prag

## Vereine
- Freiwillige Feuerwehr Prag. Sie wurde 1924 gegründet.
- Sportverein Prag e.V., gegründet 1967
- Soldaten- und Kriegerverein Prag-München
- Reservistenkameradschaft Prag im Verband der Deutschen Bundeswehr e.V.